# Torre de Miguel Sesmero
Torre de Miguel Sesmero là một đô thị trong tỉnh Badajoz, Extremadura, Tây Ban Nha. Theo điều tra dân số 2005 (INE), đô thị này có dân số là 1206 người.